# Kostel Nejsvětější Trojice (Andělská Hora)
Kostel Nejsvětější Trojice je římskokatolický raně barokní, původně poutní, později hřbitovní kostel v Andělské Hoře v okrese Karlovy Vary.
Areál kostela s přilehlým hřbitovem a dvěma kaplemi je chráněn jako kulturní památka České republiky.

## Historie
Na místě kostela stávala ve středověku dřevěná kaple zasvěcená Panně Marii. První písemná zmínka o kapli pochází z roku 1393, kdy se zde uctívalo gotické sousoší Korunování Panny Marie z roku 1393, zničené v době reformace. Jižně od kaple kdysi stávala poustevna, o níž se traduje, že kolem roku 1500 v ní žila zbožná řádová sestra Ludmila, dcera tehdejšího majitele panství. V době kdy zdejší hrad a Andělskou Horu obsadil a od roku 1430 šest let vlastnil husitský hejtman Jakoubek z Vřesovic, byla kaple husity nejspíš vypálena. Teprve po konci husitských válek byla kaple znovu postavena a někdy před rokem 1529 zasvěcena Nejsvětější Trojici. Ke kapli a nedalekému léčivému prameni u staré lípy se odedávna konaly poutě věřících. U zázračné studánky, kde nemocní hledali uzdravení, býval umístěn obraz Svaté Trojice. Na místě starého poutní kaple nechal majitel kysibelského panství hrabě Heřman Jakub Černín postavit v letech 1698–1712 nový barokní kostel podle plánů Giovanniho Battisty Alliprandiho.
Poměrně dlouhá doba výstavby, trvající 14 let, souvisela nejspíš s nedostatkem peněz. Správa kostela byla svěřena Řádu trinitářů, který zrušil císař Josef II. roku 1783. Roku 1753 dostal kostel od hraběte Ludwiga Hartiga, pána na zámku ve Stružné, skvostné varhany a v témže roce ozdobil strop kostela svými malbami Josef Kramolín, umělec žijící v té době v Karlových Varech. Ještě před rokem 1842 byl kostel přeměněn na hřbitovní.
Po druhé světové válce započala zkáza kostela. Kostel byl po celá desetiletí vystaven řádění vandalů. Obrovské škody napáchala v kostele banda opilých mladíků o Velikonocích roku 1963 a mnoho následujících vloupání. Inventář byl odcizen či zničen, včetně unikátního trojbokého oltáře a z kostela zůstala jen troska. Úsilím několika nadšenců se podařilo prosadit opravu kostela. V letech 2004–2005 proběhla rozsáhlá rekonstrukce pod dohledem Národního památkového ústavu za finanční podpory Ministerstva kultury České republiky. Dne 8. července 2006 proběhlo otevření obnoveného kostela pro veřejnost. Kostel slouží jako kulturní a společenské centrum, je zde provozována obřadní síň a výstavní prostor.

## Stavební podoba
Areál kostela s hřbitovem vycházející z typické barokní symboliky Nejsvětější Trojice, jejímž symbolem je posvátný trojúhelník, vyjadřující trojjedinost Boží. Půdorys jednolodního kostela má tvar rovnostranného trojúhelníka se zkosenými nárožími. V osách jednotlivých stran ohradní zdi byly symetricky umístěny tři otevřené postranní kaple, z nichž se dochovaly dvě. Trojboká sloupková zvonička je završena trojbokou jehlancovou stříškou. Stěny kostela jsou prolomeny po třech velkých oknech a v prostoru mezi okny a v nárožích členěny mohutnými pilastry, vynášejícími profilovanou korunní římsu. Číslo tři se opakuje i v počtu oken. V nárožích byly původně tři obdélné vchody s kamennými portály, dva z nich však byly v polovině 20. století zazděny. Zachován zůstal pouze severní vchod. Trojúhelník tvoří i půdorys hřbitova, při jehož ohradní zdi rostou památné Andělské lípy. Uměleckou hodnotu trojičného kostela doplňoval i hřbitov. Cenná byla zejména porcelánová malovaná náhrobní deska s námětem Kladení Krista do hrobu, dílo kysibelské porcelánky z počátku 19. století. Rovněž studánka s léčivým pramenem byla v trojbokém roubení. V kapli Olivetské hory byly hodnotné barokní sochy Krista a jeho apoštolů, díla zakoupená v Tyrolsku.

### Interiér

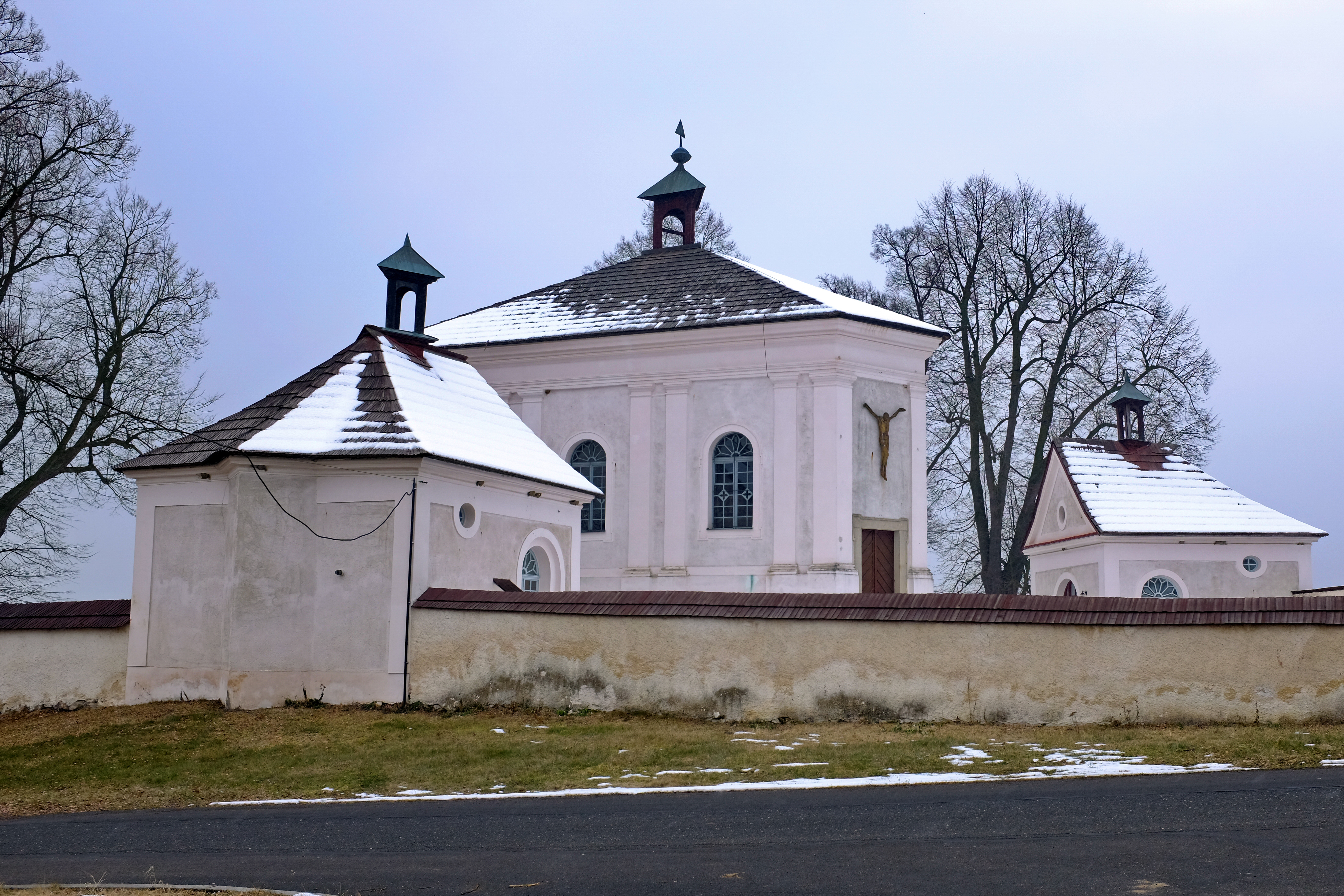
Pohled od východu

Vnitřní prostor kostela je plochostropý, krytý fabionovým stropem. Strop původně zdobila hodnotná freska Nejsvětější Trojice od českého malíře Josefa Kramolína z roku 1783. Ta však byla znehodnocena přemalbou z roku 1905. Vybavení interiéru tvořil unikátní barokní tabernáklový oltář od pražského sochaře Františka Preisse z doby po roce 1710. Stával přímo ve středu kostela. V nástavcích jednotlivých oltářů se nacházely tři shodná sousoší Nejsvětější Trojice. Nad hlavním vchodem byl výjev Ukřižovaného Krista v Trojici. Na dvou stranách mohutných fabionů se dochovaly fragmenty původní výmalby, malba na třetí straně je novodobá, provedená podle dochované fotografie. Nad třemi postranními oltáři byly na fabionech v obdélných rámcích malby Josefa Kramolína z roku 1783. Při pravé straně hlavního vchodu býval na sloupu umístěn latinský pamětní nápis s datací 1783. Na kruchtě nad severním vchodem bývaly barokní varhany z roku 1753 od německého varhanáře Johanna Paula Trampela z Adorfu. Ve zvoničce kostela bývaly původně zavěšeny dva zvony. Větší a starší zvon, nesl jméno hraběte Humberta Černína a letopočet 1673, byl patrně přenesen z původní kaple. Starý inventář z roku 1737 uvádí tři zvony. Další malé zvonky byly ve zvoničkách v postranních kaplích.